# Шарлотта та її коханець
Шарлотта та її коханець (фр. Charlotte et son jules) — французька короткометражна кінодрама 1960 року, знята Жаном-Люком Годаром.

## Сюжет
Дівчина приїжджає до чоловіка, щоб заявити про розрив. Очевидно, що на вулиці в автомобілі на неї чекає інший. «Я тільки щоб забрати свою зубну щітку», — каже вона, продовжуючи посміхатися, приміряти капелюшок, а цього часу чоловік намагається сказати їй щось знову і знову.

## У ролях
- Жан-Поль Бельмондо — Жан, колишній коханець
- Анн Коллетт — Шарлотта
- Жерар Блен — другорядна роль

## Знімальна група
- Режисер — Жан-Люк Годар
- Сценарист — Жан-Люк Годар
- Оператор — Мішель Латуш
- Продюсер — П'єр Бронберже